# 25 Watts

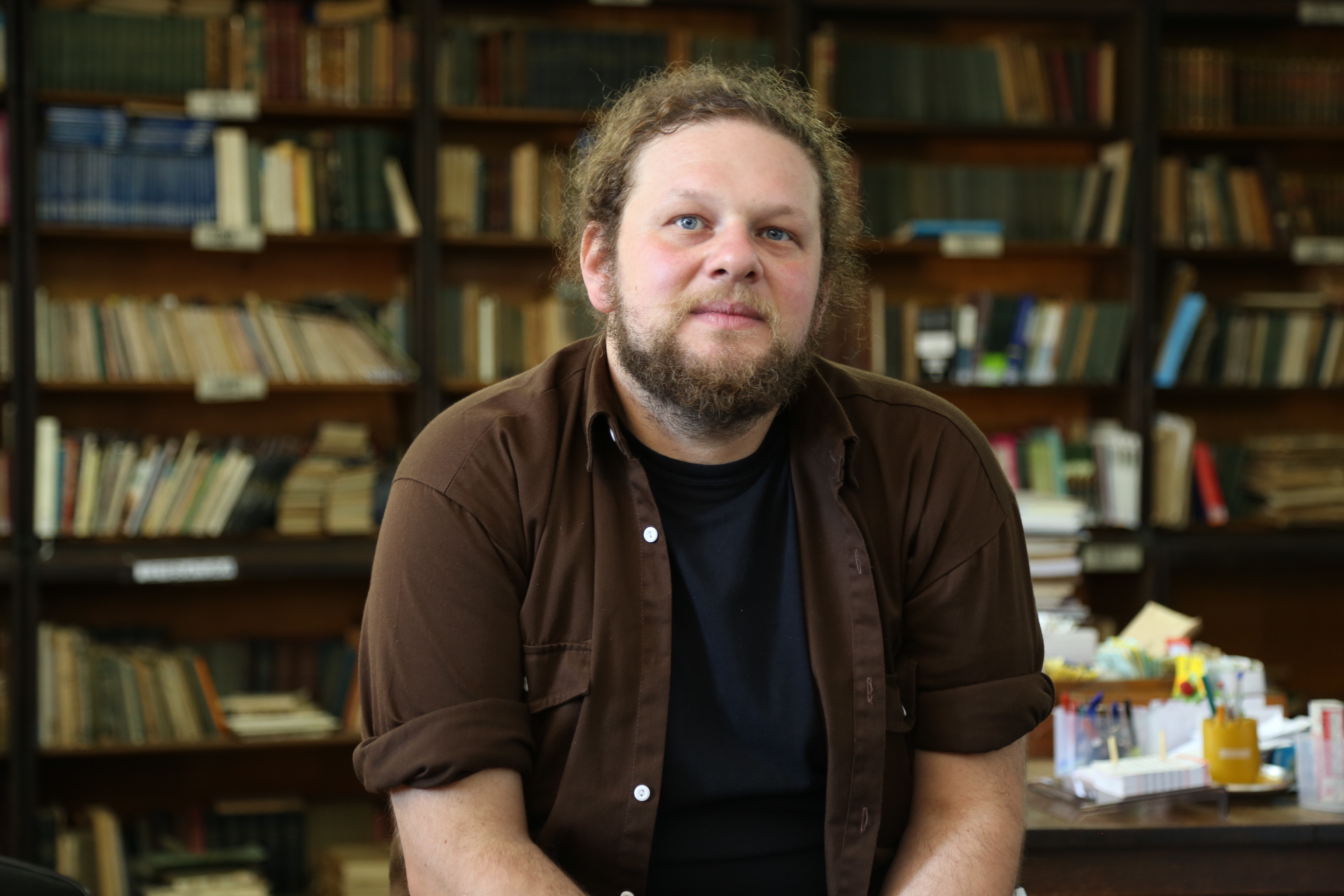
Pablo Stoll, uno de los directores de 25 Watts, durante una entrevista

25 Watts es una película cómico-dramática uruguaya de 2001, escrita y dirigida por Pablo Stoll y Juan Pablo Rebella, y protagonizada por Daniel Hendler, Jorge Temponi y Alfonso Tort. La película recibió varios premios, incluyendo mejor película en el Festival Internacional de Cine de Róterdam y mejor opera prima en el Festival de La Habana. Fue filmada en blanco y negro en 16 mm.

## Argumento
25 Watts relata la peculiar vida de Javi, Seba y Leche durante un periodo de 24 horas en un tranquilo barrio de la ciudad de Montevideo. Narra las particularidades de la vida de estos personajes que desde una visión común, afrontan la vida llamada "cotidiana" que les depara su misma condición de jóvenes americanos, una desazón sin un norte tratando de ser jóvenes o tratando de dejar de serlo. Tienen problemas con el estudio y las mujeres, y sus vidas consisten en tomar, dormir o conocer gente extraña como un alocado repartidor de pizzas (que sufre de paranoia, producto del servicio militar), un drogadicto, y un aficionado a las películas porno.
Javi consigue un trabajo conduciendo un vehículo que promociona una fábrica de pasta, mientras que Leche, que debería estar estudiando para sus exámenes, tiene fantasías con su profesora de italiano, y Seba es asaltado por un montón de vendedores de droga cuando todo lo que quiere hacer es ir a casa a mirar porno.

## Reparto
- Daniel Hendler - Leche
- Jorge Temponi - Javi
- Alfonso Tort - Seba
- Valentín Rivero - Hernán, amigo rubio.
- Walter Reyno - Don Héctor, jefe de Javi.
- Damián Barrera - Joselo, hijo de Héctor.
- César Herrera - Amigo en el ascensor
- Judith Anaya - Abuela de Leche
- Federico Veiroj - Gerardito
- Valeria Mendieta - María
- Silvio Sielsky - Pitufo, el loco de los récords Guinness.
- Claudio Martínez - Kiwi, chico con la pelota.
- Teresita González - Vecino con la silla
- Roberto Suárez - Gepetto, repartidor de pizzas.
- Gonzalo Eyherabide - Sandía, propietario de la tienda de alquiler de videos.
- Robert More - Rulo, adicto.
- Carolina Presno - Beatriz
- Nacho Mendy - Chopo, amigo de Rulo.
- Leo Trincabelli - Menchaca, amigo de Rulo.
- Luis Villasante - Waiter
- Marcelo Ramón - Bouncer
- Daniel Mella - Lalo, novio de Beatriz.

## Premios
- VPRO Tiger Award y Premio MovieZone (jurado joven) en el Festival Internacional de Cine de Róterdam (2001)
- Premio a la mejor actuación masculina y premio FIPRESCI en el Festival Internacional de Cine Independiente, Buenos Aires (2001).
- Premio al mejor guion y premio La Gran Ilusión Magazine en el Festival de Lima (2001)
- Mención especial del jurado en el Festival Internacional de Cine Cinema Jove, Valencia (2001).
- Mención especial del jurado en el Festival de Cine de Bogotá (2001)
- Premio al mejor largometraje en el Festival de Cine Independiente L’Alternativa, Barcelona (2001).
- Premio a la mejor opera prima en el Festival Internacional del Nuevo Cine Latinoamericano de La Habana (2001)[1]